# Чемпионат мира по тяжёлой атлетике 2014
Чемпионат мира по тяжёлой атлетике 2014 года прошёл с 8 по 16 ноября в Алма-Ате (Казахстан). Это был 81-й чемпионат среди мужчин и 24-й среди женщин.

## Медалисты

### Мужчины
| Дисциплины | Золото                 | Золото | Серебро                | Серебро | Бронза             | Бронза |
| 56 кг      | 56 кг                  | 56 кг  | 56 кг                  | 56 кг   | 56 кг              | 56 кг  |
| ---------- | ---------------------- | ------ | ---------------------- | ------- | ------------------ | ------ |
| Рывок      | Тхать Ким Туан Вьетнам | 135 кг | Ли Фабинь Китай        | 134 кг  | Лун Цинцюань Китай | 133 кг |
| Толчок     | Ом Юн Чхоль КНДР       | 168 кг | Тхать Ким Туан Вьетнам | 161 кг  | Лун Цинцюань Китай | 160 кг |
| Сумма      | Ом Юн Чхоль КНДР       | 296 кг | Тхать Ким Туан Вьетнам | 296 кг  | Лун Цинцюань Китай | 293 кг |

| Дисциплины | Золото          | Золото | Серебро                  | Серебро | Бронза                       | Бронза |
| 62 кг      | 62 кг           | 62 кг  | 62 кг                    | 62 кг   | 62 кг                        | 62 кг  |
| ---------- | --------------- | ------ | ------------------------ | ------- | ---------------------------- | ------ |
| Рывок      | Ким Ын Гук КНДР | 150 кг | Дин Цзяньцзюнь Китай     | 142 кг  | Луис Хавьер Москера Колумбия | 141 кг |
| Толчок     | Ким Ын Гук КНДР | 175 кг | Эко Юли Ираван Индонезия | 175 кг  | Мухаммад Хасби Индонезия     | 171 кг |
| Сумма      | Ким Ын Гук КНДР | 325 кг | Эко Юли Ираван Индонезия | 316 кг  | Дин Цзяньцзюнь Китай         | 312 кг |

| Дисциплины | Золото         | Золото    | Серебро                      | Серебро | Бронза                       | Бронза |
| 69 кг      | 69 кг          | 69 кг     | 69 кг                        | 69 кг   | 69 кг                        | 69 кг  |
| ---------- | -------------- | --------- | ---------------------------- | ------- | ---------------------------- | ------ |
| Рывок      | Ляо Хуэй Китай | 166 кг WR | Олег Чен Россия              | 154 кг  | Мохаммед Ахмед Махмуд Египет | 152 кг |
| Толчок     | Ляо Хуэй Китай | 193 кг    | Мохаммед Ахмед Махмуд Египет | 182 кг  | Ким Мён Хёк КНДР             | 182 кг |
| Сумма      | Ляо Хуэй Китай | 359 кг WR | Мохаммед Ахмед Махмуд Египет | 334 кг  | Ким Мён Хёк КНДР             | 334 кг |

| Дисциплины | Золото            | Золото | Серебро           | Серебро | Бронза                  | Бронза |
| 77 кг      | 77 кг             | 77 кг  | 77 кг             | 77 кг   | 77 кг                   | 77 кг  |
| ---------- | ----------------- | ------ | ----------------- | ------- | ----------------------- | ------ |
| Рывок      | Чжун Гошунь Китай | 171 кг | Ким Гван Сон КНДР | 163 кг  | Пётр Асаёнак Белоруссия | 159 кг |
| Толчок     | Ким Гван Сон КНДР | 200 кг | Чжун Гошунь Китай | 196 кг  | Кирилл Павлов Казахстан | 195 кг |
| Сумма      | Чжун Гошунь Китай | 367 кг | Ким Гван Сон КНДР | 363 кг  | Кирилл Павлов Казахстан | 352 кг |

| Дисциплины | Золото               | Золото | Серебро                   | Серебро | Бронза                    | Бронза |
| 85 кг      | 85 кг                | 85 кг  | 85 кг                     | 85 кг   | 85 кг                     | 85 кг  |
| ---------- | -------------------- | ------ | ------------------------- | ------- | ------------------------- | ------ |
| Рывок      | Иван Марков Болгария | 179 кг | Киануш Ростами Иран       | 178 кг  | Андрей Рыбаков Белоруссия | 175 кг |
| Толчок     | Киануш Ростами Иран  | 213 кг | Улугбек Алимов Узбекистан | 213 кг  | Артём Окулов Россия       | 211 кг |
| Сумма      | Киануш Ростами Иран  | 391 кг | Иван Марков Болгария      | 390 кг  | Артём Окулов Россия       | 385 кг |

| Дисциплины | Золото                      | Золото | Серебро                     | Серебро | Бронза                     | Бронза |
| 94 кг      | 94 кг                       | 94 кг  | 94 кг                       | 94 кг   | 94 кг                      | 94 кг  |
| ---------- | --------------------------- | ------ | --------------------------- | ------- | -------------------------- | ------ |
| Рывок      | Ауримас Дидзбалис Литва     | 185 кг | Жасулан Кыдырбаев Казахстан | 179 кг  | Ринат Киреев Россия        | 176 кг |
| Толчок     | Жасулан Кыдырбаев Казахстан | 229 кг | Лю Хао Китай                | 221 кг  | Вадим Стрельцов Белоруссия | 216 кг |
| Сумма      | Жасулан Кыдырбаев Казахстан | 408 кг | Ауримас Дидзбалис Литва     | 399 кг  | Вадим Стрельцов Белоруссия | 392 кг |

| Дисциплины | Золото                      | Золото    | Серебро                     | Серебро   | Бронза                      | Бронза    |
| 105 кг     | 105 кг                      | 105 кг    | 105 кг                      | 105 кг    | 105 кг                      | 105 кг    |
| ---------- | --------------------------- | --------- | --------------------------- | --------- | --------------------------- | --------- |
| Рывок      | Руслан Нурудинов Узбекистан | 193 кг    | Ян Чжэ Китай                | 191 кг    | Илья Ильин Казахстан        | 190 кг    |
| Толчок     | Илья Ильин Казахстан        | 242 кг WR | Давид Беджанян Россия       | 240 кг WR | Руслан Нурудинов Узбекистан | 239 кг WR |
| Сумма      | Илья Ильин Казахстан        | 432 кг    | Руслан Нурудинов Узбекистан | 432 кг    | Давид Беджанян Россия       | 427 кг    |

| Дисциплины   | Золото                | Золото       | Серебро               | Серебро      | Бронза                      | Бронза       |
| свыше 105 кг | свыше 105 кг          | свыше 105 кг | свыше 105 кг          | свыше 105 кг | свыше 105 кг                | свыше 105 кг |
| ------------ | --------------------- | ------------ | --------------------- | ------------ | --------------------------- | ------------ |
| Рывок        | Руслан Албегов Россия | 210 кг       | Бехдад Салими Иран    | 206 кг       | Евгений Жарнасек Белоруссия | 199 кг       |
| Толчок       | Алексей Ловчев Россия | 257 кг       | Руслан Албегов Россия | 252 кг       | Бехдад Салими Иран          | 251 кг       |
| Сумма        | Руслан Албегов Россия | 462 кг       | Бехдад Салими Иран    | 457 кг       | Мохаммед Массуд Египет      | 436 кг       |

### Женщины
| Дисциплины | Золото          | Золото | Серебро               | Серебро | Бронза                          | Бронза |
| 48 кг      | 48 кг           | 48 кг  | 48 кг                 | 48 кг   | 48 кг                           | 48 кг  |
| ---------- | --------------- | ------ | --------------------- | ------- | ------------------------------- | ------ |
| Рывок      | Тань Яюнь Китай | 85 кг  | Сибель Озкан Турция   | 84 кг   | Панида Хамсри Таиланд           | 81 кг  |
| Толчок     | Тань Яюнь Китай | 109 кг | Панида Хамсри Таиланд | 108 кг  | Сри Вахьюни Агустьяни Индонезия | 106 кг |
| Сумма      | Тань Яюнь Китай | 194 кг | Сибель Озкан Турция   | 189 кг  | Панида Хамсри Таиланд           | 189 кг |

| Дисциплины | Золото                     | Золото    | Серебро                    | Серебро | Бронза          | Бронза |
| 53 кг      | 53 кг                      | 53 кг     | 53 кг                      | 53 кг   | 53 кг           | 53 кг  |
| ---------- | -------------------------- | --------- | -------------------------- | ------- | --------------- | ------ |
| Рывок      | Сюй Шуцзин Тайвань         | 99 кг     | Зульфия Чиншанло Казахстан | 98 кг   | Ли Яцзюнь Китай | 96 кг  |
| Толчок     | Зульфия Чиншанло Казахстан | 134 кг WR | Сюй Шуцзин Тайвань         | 119 кг  | Ли Яцзюнь Китай | 118 кг |
| Сумма      | Зульфия Чиншанло Казахстан | 232 кг    | Сюй Шуцзин Тайвань         | 218 кг  | Ли Яцзюнь Китай | 214 кг |

| Дисциплины | Золото                   | Золото | Серебро                  | Серебро | Бронза                   | Бронза |
| 58 кг      | 58 кг                    | 58 кг  | 58 кг                    | 58 кг   | 58 кг                    | 58 кг  |
| ---------- | ------------------------ | ------ | ------------------------ | ------- | ------------------------ | ------ |
| Рывок      | Сукания Срисурат Таиланд | 106 кг | Дэн Мэнжун Китай         | 105 кг  | Йенни Альварес Колумбия  | 100 кг |
| Толчок     | Раттикан Гульнои Таиланд | 131 кг | Дэн Мэнжун Китай         | 130 кг  | Йенни Альварес Колумбия  | 125 кг |
| Сумма      | Дэн Мэнжун Китай         | 235 кг | Сукания Срисурат Таиланд | 231 кг  | Раттикан Гульнои Таиланд | 231 кг |

| Дисциплины | Золото                    | Золото | Серебро             | Серебро | Бронза              | Бронза |
| 63 кг      | 63 кг                     | 63 кг  | 63 кг               | 63 кг   | 63 кг               | 63 кг  |
| ---------- | ------------------------- | ------ | ------------------- | ------- | ------------------- | ------ |
| Рывок      | Карина Горичева Казахстан | 113 кг | Тима Туриева Россия | 112 кг  | Лин Цзу Чи Тайвань  | 110 кг |
| Толчок     | Дэн Вэй Китай             | 142 кг | Чхве Хё Сим КНДР    | 140 кг  | Тима Туриева Россия | 140 кг |
| Сумма      | Дэн Вэй Китай             | 252 кг | Тима Туриева Россия | 252 кг  | Чхве Хё Сим КНДР    | 248 кг |

| Дисциплины | Золото        | Золото | Серебро                     | Серебро | Бронза                      | Бронза |
| 69 кг      | 69 кг         | 69 кг  | 69 кг                       | 69 кг   | 69 кг                       | 69 кг  |
| ---------- | ------------- | ------ | --------------------------- | ------- | --------------------------- | ------ |
| Рывок      | Рё Ын Хи КНДР | 120 кг | Чэнь Юцзюань Китай          | 118 кг  | Жазира Жаппаркуль Казахстан | 118 кг |
| Толчок     | Рё Ын Хи КНДР | 145 кг | Жазира Жаппаркуль Казахстан | 144 кг  | Дина Сазановец Белоруссия   | 143 кг |
| Сумма      | Рё Ын Хи КНДР | 265 кг | Жазира Жаппаркуль Казахстан | 262 кг  | Чэнь Юцзюань Китай          | 261 кг |

| Дисциплины | Золото                   | Золото | Серебро           | Серебро | Бронза                 | Бронза |
| 75 кг      | 75 кг                    | 75 кг  | 75 кг             | 75 кг   | 75 кг                  | 75 кг  |
| ---------- | ------------------------ | ------ | ----------------- | ------- | ---------------------- | ------ |
| Рывок      | Надежда Евстюхина Россия | 126 кг | Кан Юэ Китай      | 126 кг  | Лидия Валентин Испания | 124 кг |
| Толчок     | Надежда Евстюхина Россия | 153 кг | Лим Джон Сим КНДР | 153 кг  | Кан Юэ Китай           | 151 кг |
| Сумма      | Надежда Евстюхина Россия | 279 кг | Кан Юэ Россия     | 277 кг  | Лим Джон Сим КНДР      | 276 кг |

| Дисциплины  | Золото                  | Золото      | Серебро         | Серебро     | Бронза                       | Бронза      |
| свыше 75 кг | свыше 75 кг             | свыше 75 кг | свыше 75 кг     | свыше 75 кг | свыше 75 кг                  | свыше 75 кг |
| ----------- | ----------------------- | ----------- | --------------- | ----------- | ---------------------------- | ----------- |
| Рывок       | Татьяна Каширина Россия | 155 кг WR   | Мэн Супин Китай | 140 кг      | Читчанок Пулсабсакул Таиланд | 132 кг      |
| Толчок      | Татьяна Каширина Россия | 193 кг WR   | Мэн Супин Китай | 180 кг      | Праеонапа Кхенянтуек Таиланд | 163 кг      |
| Сумма       | Татьяна Каширина Россия | 348 кг WR   | Мэн Супин Китай | 320 кг      | Читчанок Пулсабсакул Таиланд | 294 кг      |

## Страны-участники
Всего принимает участие в турнире 683 спортсмена из 76 стран.

| - Австралия (8) - Австрия (1) - Азербайджан (13) - Албания (9) - Алжир (7) - Аргентина (1) - Армения (14) - Беларусь (19) - Бельгия (1) - Болгария (13) - Бразилия (13) - Великобритания (10) - Венгрия (12) - Венесуэла (11) - Вьетнам (5) - Гватемала (2) - Германия (16) - Гонконг (1) - Греция (8) - Грузия (8) - Дания (1) - Доминиканская Республика (4) - Египет (16) - Израиль (2) - Индия (15) - Индонезия (11) | - Ирак (7) - Иран (9) - Ирландия (3) - Испания (14) - Италия (15) - Казахстан (19) - Канада (7) - Кипр (1) - Кыргызстан (4) - Китай (18) - КНДР (13) - Колумбия (14) - Республика Корея (13) - Куба (3) - Латвия (2) - Ливан (1) - Ливия (1) - Литва (8) - Маврикий (2) - Малайзия (6) - Мексика (8) - Молдова (10) - Монголия (11) - Нигерия (14) - Нидерланды (1) | - Норвегия (2) - ОАЭ (1) - Польша (18) - Пуэрто-Рико (1) - Россия (18) - Румыния (10) - Саудовская Аравия (9) - Словакия (6) - США (19) - Таиланд (16) - Китайский Тайбэй (18) - Тунис (5) - Туркменистан (9) - Турция (17) - Уганда (1) - Узбекистан (14) - Украина (18) - Финляндия (6) - Франция (10) - Хорватия (5) - Чехия (5) - Чили (5) - Эквадор (18) - Эстония (7) - Япония (19) |

## Медальный зачёт
| Место | Страна           | Золото | Серебро | Бронза | Всего |
| ----- | ---------------- | ------ | ------- | ------ | ----- |
| 1     | Китай            | 5      | 2       | 4      | 11    |
| 2     | КНДР             | 3      | 1       | 3      | 7     |
| 3     | Россия           | 3      | 1       | 2      | 6     |
| 4     | Казахстан        | 3      | 1       | 1      | 5     |
| 5     | Иран             | 1      | 1       | 0      | 2     |
| 6     | Таиланд          | 0      | 1       | 3      | 4     |
| 7     | Египет           | 0      | 1       | 1      | 2     |
| 8     | Болгария         | 0      | 1       | 0      | 1     |
| 8     | Китайский Тайбэй | 0      | 1       | 0      | 1     |
| 8     | Индонезия        | 0      | 1       | 0      | 1     |
| 8     | Турция           | 0      | 1       | 0      | 1     |
| 8     | Узбекистан       | 0      | 1       | 0      | 1     |
| 8     | Вьетнам          | 0      | 1       | 0      | 1     |
| 8     | Литва            | 0      | 1       | 0      | 1     |
| 15    | Беларусь         | 0      | 0       | 1      | 1     |
| Всего | Всего            | 15     | 15      | 15     | 45    |